# Mastachopardia
Mastachopardia es un género de insectos de la familia Euschmidtiidae, del orden Orthoptera.

## Distribución
Mastachopardia se distribuye por África tropical.

## Especies
- Mastachopardia congoensis Descamps, 1967
- Mastachopardia digitata Descamps, 1973
- Mastachopardia dubiosa Descamps, 1967
- Mastachopardia insularis Descamps, 1973
- Mastachopardia jagoi Descamps, 1964
- Mastachopardia mirei Descamps, 1973
- Mastachopardia whellani Descamps, 1973
- Mastachopardia zougueana Descamps, 1964

## Taxonomía
Fue descrita científicamente por primera vez por Descamps en 1964.

### Tratamiento taxonómico
Este género aparece registrado y publicado en «Révision préliminaire des Euschmidtiinae (Orthoptera - Eumastacidae). Memoirs du Museum National d'Histoire Naturelle. Nouvelle Série. Série A. Zoologie, 30, 1–321».